# 닭고기 샌드위치
닭고기 샌드위치 또는 치킨 샌드위치(Chicken sandwich)는 일반적으로 뼈와 껍질이 없는 닭가슴살이나 넓적다리살을 빵 조각 사이에 넣어 만든 샌드위치이다. "닭고기 샌드위치"의 변형에는 번 위 닭고기, 카이저 위 닭고기, 핫 치킨 또는 치킨 샐러드 샌드위치가 포함된다.

## 구성

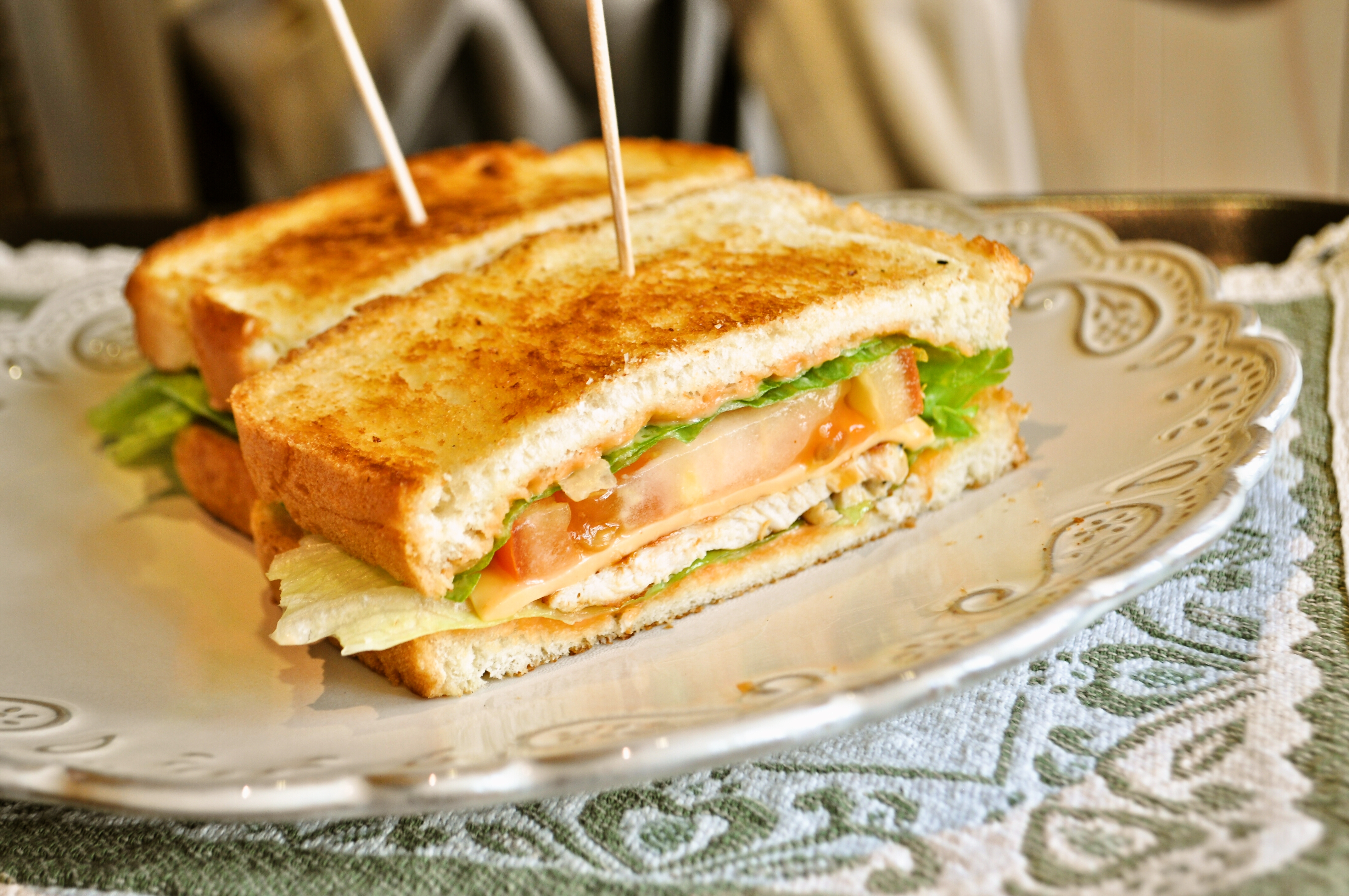
닭가슴살 샌드위치

미국에서는 닭고기 샌드위치는 일반적으로 닭고기 필레 또는 치킨 패티, 토핑, 빵으로 구성된다. 닭고기는 튀기거나, 굽거나, 로스팅하거나, 삶을 수 있으며, 뜨겁거나 차갑게 제공되며 흰 살 또는 검은 살 닭고기를 사용할 수 있다. 치킨 샐러드와 같이 잘게 찢은 닭고기도 닭고기 샌드위치에 사용할 수 있다. 또 다른 형태는 콜드컷으로 만든다. 랩 버전의 샌드위치도 만들 수 있으며, 재료를 토르티야와 같은 플랫브레드 안에 말아 넣는다. 빵 위에 그레이비를 얹어 뜨거운 닭고기를 올린 오픈 페이스 버전의 닭고기 샌드위치도 일반적인 변형이다.

## 인기

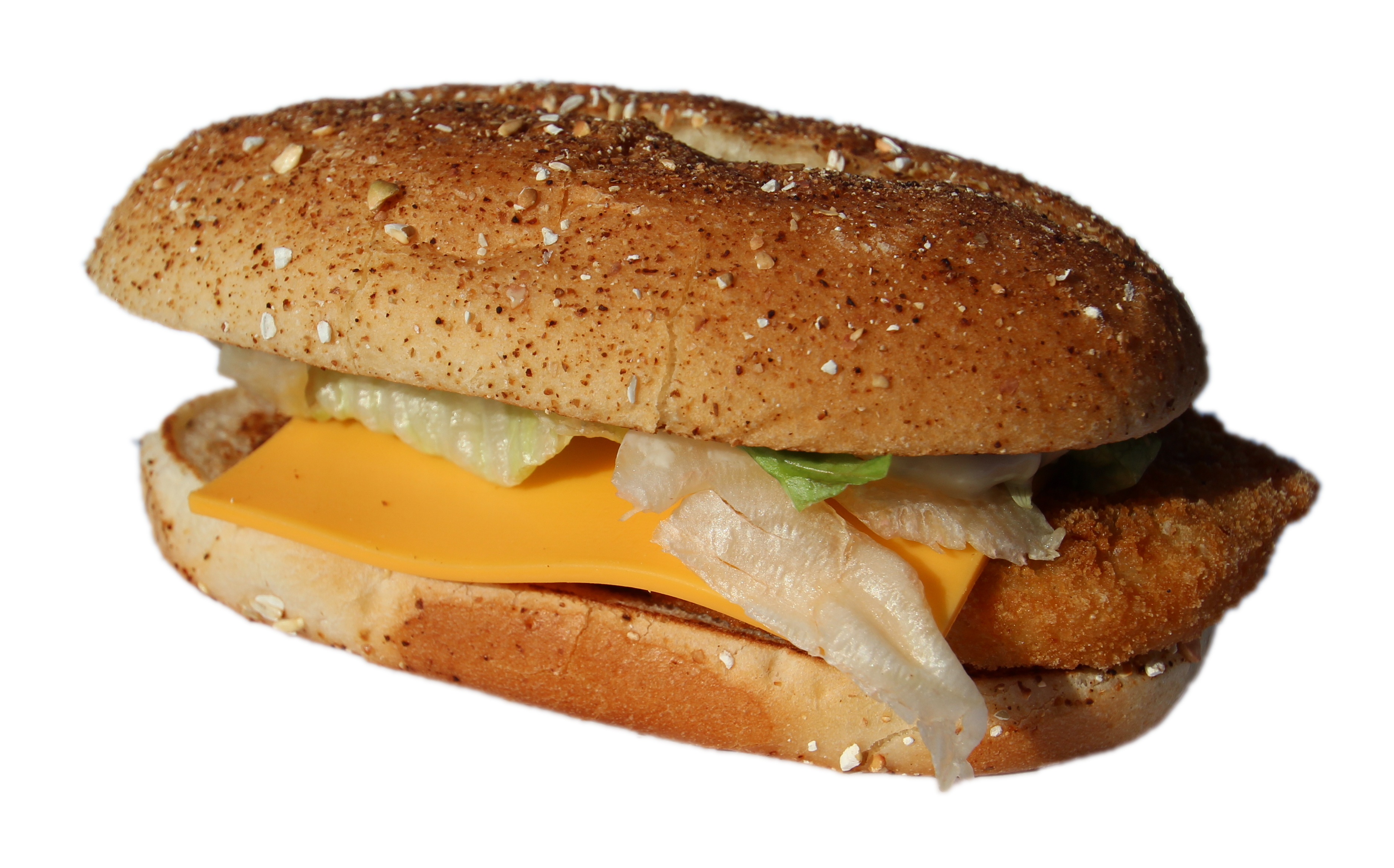
프라이드 치킨 샌드위치

프라이드 치킨 샌드위치 시장 점유율을 위한 미국에서의 지속적인 경쟁은 패스트 캐주얼 및 퀵 서비스 레스토랑 산업에 분명한 영향을 미쳤다. 이러한 경쟁은 전국 메뉴에서 프라이드 치킨 샌드위치의 유행이 크게 증가하는 것과 동시에 발생했다. 2024년 현재, 레스토랑 메뉴의 47%가 프라이드 치킨 샌드위치를 특징으로 하며, 햄버거의 경우 41%이다. 이는 2020년부터 2021년까지 치킨 샌드위치가 10% 증가한 것을 나타낸다. 햄버거가 여전히 전반적인 인기 우위를 차지할 수 있지만, 메뉴에서 프라이드 치킨 샌드위치의 증가하는 존재감은 소비자 수요가 증가하고 있음을 시사한다.

## 지역별 품종

### 아일랜드
아일랜드에서 인기 있는 치킨 필레 롤은 매콤하거나 일반적인 남부식 튀김 빵가루 입힌 치킨 필레와 마요네즈 및 버터 스프레드를 채운 바게트이다.

### 일본
가쓰샌드는 일본식 돈가스를 두 장의 식빵 사이에 끼워 만든 샌드위치이다. 가장 흔하게는 돈가스로 만들지만, 치킨가스로 만들 수도 있다.

### 캐나다

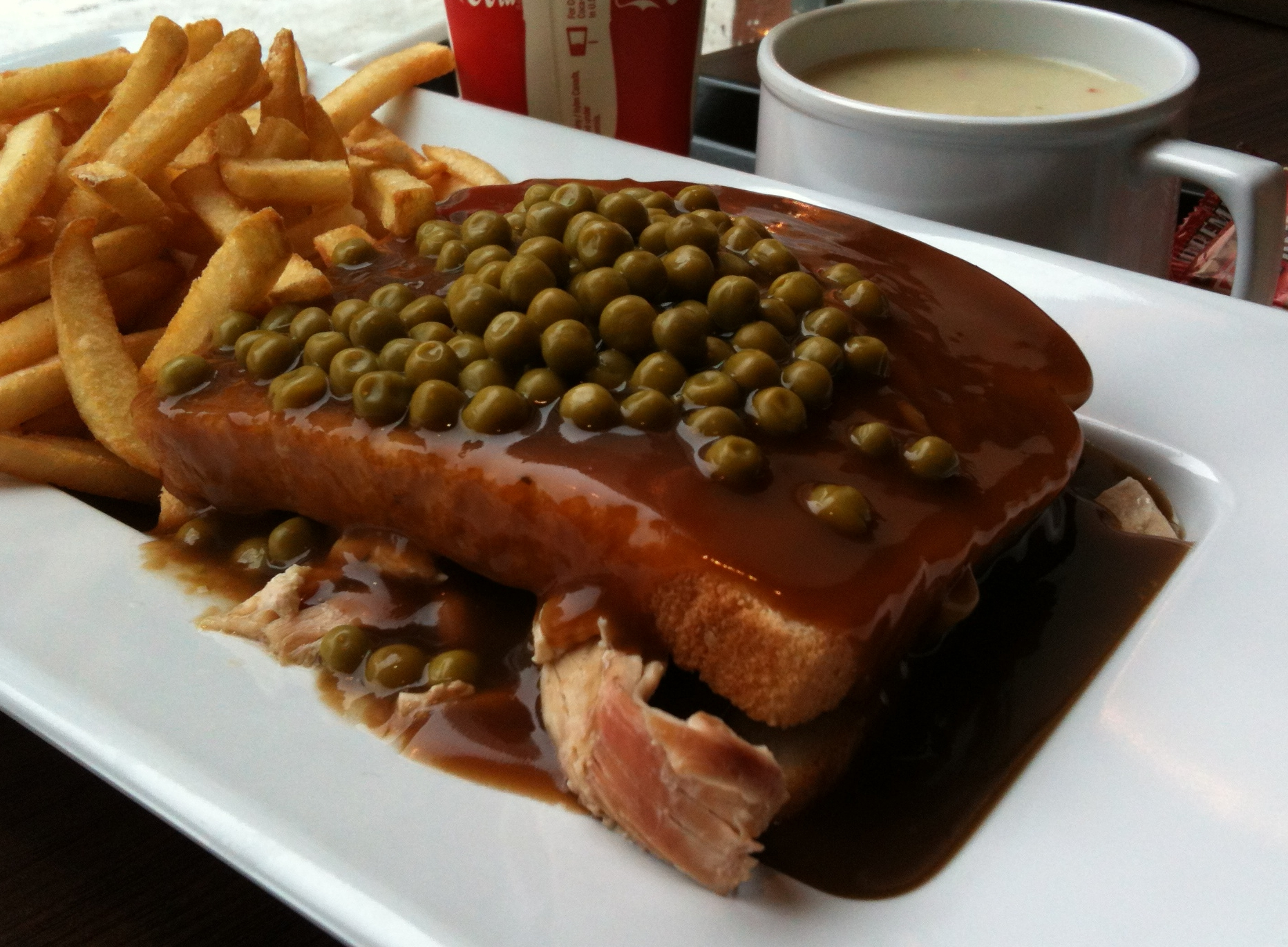
퀘벡 스타일 "핫 치킨"에 완두콩을 올린 것

핫 치킨 샌드위치 또는 단순히 "핫 치킨"은 그레이비를 얹고 도구로 먹는 닭고기 샌드위치이다. 이 샌드위치는 때때로 녹색 완두콩과 함께 제공된다. 특히 퀘벡주에서 인기가 많으며 종종 이 지역의 주요 요리 중 하나로 간주된다. 퀘벡의 식당 (로티스리 생튀베르, 발렌타인 등)에서 매우 흔하게 볼 수 있고 이 지역 밖에서는 덜 보이므로, 많은 퀘벡 주민들은 이것을 퀘벡주 요리의 일부로 여기고 이 지역에서 유래했다고 믿는다. 닭고기, 그레이비, 완두콩의 이 조합은 갈보드라는 자체 용어로 알려져 있으며, 푸틴 갈보드에서 볼 수 있다.
이 샌드위치는 캐나다 해양주의 작은 식당과 미국 남동부 전역에서도 볼 수 있다.
이 샌드위치는 1900년대 초반에 이미 아메리카 요리에서 흔하고 잘 확립된 노동자 계층의 요리였으며 당시 약사 및 약국 메뉴에 실려 있었다. 준비의 용이성과 최소한의 비용으로 인해 이 샌드위치는 1900년대 중반의 병사 식당과 카페테리아에서도 널리 제공되었다.
이 스타일의 샌드위치는 종종 이전 식사의 잔반을 활용한다. 닭고기 대신 칠면조를 사용하면 핫 칠면조 샌드위치가 되고 로스트 비프를 사용하면 로스트 비프 샌드위치의 한 종류가 된다.

### 라틴 아메리카

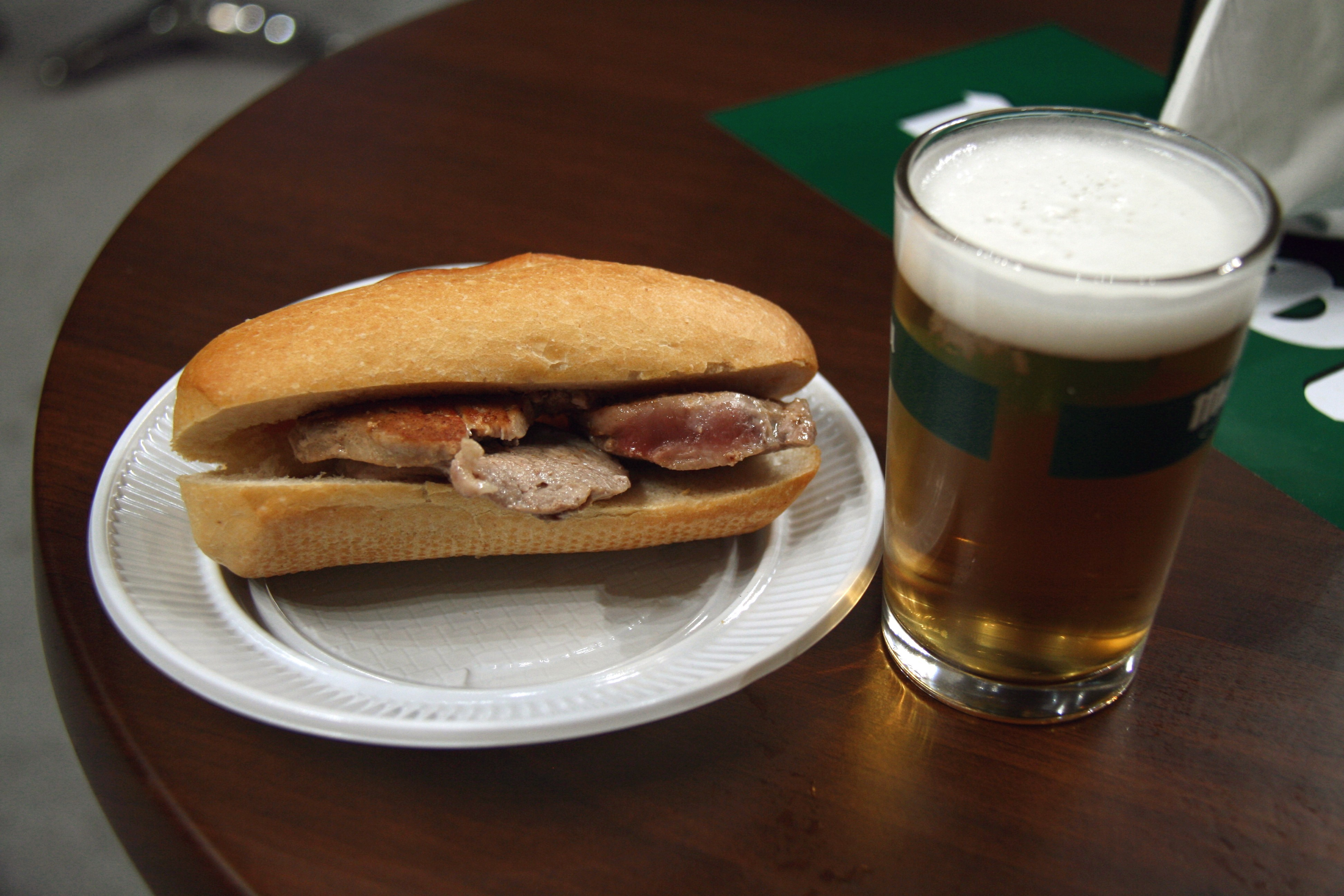
닭고기로 만든 페피토

페피토는 닭고기 또는 소고기, 콩 또는 튀긴 콩, 그리고 롤 또는 번을 주요 재료로 사용하여 만드는 샌드위치이다. 멕시코와 베네수엘라에서 흔한 길거리 음식이다.

### 미국

#### 오하이오
오하이오주에서는 잘게 찢은 닭고기 샌드위치를 볼 수 있다. 이 샌드위치는 오하이오주 시골 지역에서 핫 치킨 샌드위치라고도 불린다. 이 샌드위치는 잘게 찢은 닭고기, 한 가지 이상의 농축 수프, 양념, 그리고 소스를 걸쭉하게 하고 뭉치게 하는 크래커를 으깬 것으로 구성된다. 이 요리는 스토브 탑이나 전기찜솥에서 데울 수 있다. 남은 닭고기를 활용하는 방법으로 발명된 이 샌드위치는 덮개 접시 저녁 식사, 포트럭, 교회 저녁 식사, 테일게이트 파티에서 인기를 얻었다. 또한 소도시 레스토랑, 드라이브인, 술집에서도 판매된다.

#### 매사추세츠
치킨 바브는 잘게 찢은 닭고기, 상추, 마요네즈로 만든 샌드위치로, 매사추세츠주의 로렌스와 메투언 시에서 인기 있다.

## 같이 보기
- 버거킹 구운 치킨 샌드위치
- 치킨 샌드위치 전쟁
- 샌드위치 목록
- 맥치킨

## 더 읽어보기
- Fuller, Eva Greene (1909).  최신 샌드위치 책: 샌드위치를 만드는 400가지 방법. A. C. McClurg & Company. pp. 82–88.